# Dibenzil chetone
Il dibenzil chetone, o 1,3-difenilacetone, è un composto chimico di formula C15H14O che in condizioni normali si presenta come un solido bianco o come cristalli incolore con un leggero odore fruttato.

## Caratteristiche strutturali e fisiche
Il dibenzil chetone è un composto organico aromatico achirale costituito da due gruppi benzilici attaccati a un gruppo carbonile centrale. Ciò fa sì che l'atomo di carbonio del gruppo carbonile centrale sia elettrofilo e i due atomi di carbonio adiacenti leggermente nucleofili.
La temperatura di sublimazione del composto (ΔsubH°) è pari a 89,1 kJ/mol.
Il composto risulta combustile e incompatibile con forti agenti ossidanti. Il composto presenta infatti i seguenti valori:
- entalpia di vaporizzazione = 65,7 kJ/mol a 140 °C[9]
- entalpia di fusione = 20,2 kJ/mol a 34 °C[10]
- entropia di fusione = 65,78 J/mol*K a 307,2K[10]
- energia di ionizzazione = 8,5 ± 0,1 eV[11]

## Sintesi
Un metodo è quello in cui l'acido fenilacetico viene fatto reagire con anidride acetica e acetato di potassio anidro e sottoposto a riflusso per due ore a 140-150°C. La miscela viene distillata lentamente in modo che il prodotto sia principalmente acido acetico. In questa reazione viene rilasciata anidride carbonica. Il liquido risultante è una miscela di dibenzil chetone e impurità minori. Riscaldando la miscela oltre 200-205°C porta alla resinificazione con diminuzione della resa del chetone.

## Reattività e caratteristiche chimiche
Il dibenzil chetone viene spesso utilizzato in una reazione di condensazione aldolica con il benzile e una base per creare tetrafenilciclopentadienone:
{\displaystyle {\ce {C5H4O + C15H14O ->[{KOH}][{EtOH, Δ}] C29H20O}}}
Il dibenzil chetone risulta:
- insolubile in acqua,
- leggermente solubile in cloroformio e metanolo,
- solubile in solventi organici e oli,
- molto solubile in etanolo

Del composto sono disponibili i seguenti spettri analitici:
- spettro 1H NMR[14]
- spettro 13C NMR[15]
- spettro GC-MS[16]
- spettro MS[17]
- spettro FTIR[18]
- spettro ATR-IR[19]
- spettro IR in fase di vapore[20]
- spettro Raman[21]
- spettro UV/Vis[22]

## Applicazioni
Il composto è utilizzato come aroma alimentare.

## Riferimenti normativi
- Commission Implementing Regulation (EU) No 872/2012 of 1 October 2012 adopting the list of flavouring substances provided for by Regulation (EC) No 2232/96 of the European Parliament and of the Council, introducing it in Annex I to Regulation (EC) No 1334/2008 of the European Parliament and of the Council and repealing Commission Regulation (EC) No 1565/2000 and Commission Decision 1999/217/EC Text with EEA relevance